# Winchester Model 1897
Winchester Model 1897, còn được gọi là Model 97, M97, hoặc Trench Gun, là khẩu shotgun có cơ chế nạp đạn là nạp đạn kiểu bơm (Pump-action). Nó được sản xuất chủ yếu bởi Công ty Winchester, một công ty "vừa có tiền, vừa có tiếng" trong giới vũ khí quân sự Mỹ. Công ty Winchester ngừng sản xuất khẩu súng này vào năm 1957 vì mẫu Ithaca 37 đã vượt qua mẫu súng này để được có chỗ đứng mới trong biên chế của quân đội Mỹ.
Winchester Model 1897 là phiên bản quân sự được công ty Winchester thay đổi từ phiên bản dân sự là Winchester Model 1893. Winchester Model 1893 được thiết kế bởi John Browning. Từ năm 1897 đến 1957, hơn một triệu khẩu đã được sản xuất. Model 1897 được có nhiều biến thể với độ dài khác nhau, sử dụng cỡ đạn 12 và 16. Loại đạn 16 gauge có chiều dài nòng tiêu chuẩn là 28 inch, trong khi đó 12 gauge có nòng dài 30 inch. Các nòng có chiều dài đặc biệt có thể được đặt hàng với chiều dài khoảng 20 inch, thậm chí là 36 inch. Kể từ khi Model 1897 lần đầu tiên được sản xuất, nó đã được sử dụng bởi lính Mỹ, cảnh sát và thợ săn. Tập đoàn Norinco đã cố gắng sản xuất mẫu này dưới tên gọi Norinco 97. Hiện nay, nó là một trong những khẩu shotgun được bán chạy hàng đầu tại Mỹ. Nó được ưa thích bởi các thợ săn, dân chơi súng, thậm chí là cả cảnh sát Mỹ (Mặc dù cảnh sát Mỹ đã có Remington Model 870 hay Benelli M4 mới hơn thay thế) vì nó rẻ, mạnh, dễ mua, dễ bảo quản và bền.

## Cơ chế hoạt động
Winchester Model 1897 và Winchester Model 1893 đều do John Browning thiết kế. M97 là khẩu súng nạp đạn kiểu bơm thành công đầu tiên được sản xuất. Trong suốt thời gian Winchester 1897 được sản xuất, hơn một triệu khẩu được sản xuất ở nhiều phiên bản và độ dài nòng khác nhau. Đạn 16 gauge có chiều dài nòng tiêu chuẩn là 28 inch, trong khi 12 gauge có nòng dài 30 inch. Các nòng có chiều dài đặc biệt có thể được đặt hàng với chiều dài khoảng 20 inch đến 36 inch. Cùng với nhiều phiên bản và độ dài nòng khác nhau, Model 1897 có hai cỡ đạn khác nhau. Một là 12 gauge và loại còn lại là 16 gauge. Một biến thể của Model 1897 có thể chứa 6 viên đạn trong ống đạn. Khi bắn, cần bơm của Model 1897 được kéo về phía sau, cần bơm này được nối với một thanh trượt. Khi xạ thủ kéo nó về phía sau thì thanh trượt này sẽ đẩy búa đập về vị trí sẵn sàng. Đồng thời nó cũng kéo thoi nạp đạn và miếng che khe nhả đạn ra phía sau để hất vỏ đạn đã bắn ra bên ngoài. Đồng thời khi miếng che khe nhả đạn mở ra thì vách ngăn giữa ống đạn và khoang nạp đạn được mở ra và lò xo trong ống đạn sẽ đẩy viên đạn vào khoang, trong khoang nạp đạn có một đòn bẩy và viên đạn sẽ nằm trên đòn bẩy này. Đòn bẩy có một chốt để móc vào thanh trượt khi thanh trượt chuyển động ra phía sau. Khi cần bơm được đẩy về phía trước thì thanh trượt sẽ kéo miếng che khe nhả đạn cũng như vách ngăn giữa ống đạn và khoang nạp đạn sẽ đóng lại đồng thời kéo móc của đòn bẩy để đẩy đòn bẩy lên phía trên để đưa viên đạn lên và thoi nạp theo thanh trượt đi tới sẽ tiếp tục đẩy viên đạn vào khoang chứa để chuẩn bị bắn. Sau khi kết thúc chu kỳ đẩy lên thì móc đòn bẩy sẽ tách ra khỏi thanh trượt để đòn bẩy nằm trở lại chỗ cũ chờ viên đạn mới.

## Quốc gia sử dụng
- Burundi
- Cameroon
- Trung Quốc
- Cuba
- Ethiopia
- Pháp
- Hồng Kông
- Ấn Độ
- Israel
- Nhật Bản
- Hàn Quốc
- Myanmar
- Nepal
- Qatar
- Philippines
- Rwanda
- Somalia
- Thái Lan
- Vương quốc Liên hiệp Anh và Bắc Ireland
- Hoa Kỳ
- Cộng hòa Miền Nam Việt Nam
- Việt Nam